# Conrado Eggers Lan
Conrado Eggers Lan (* 9. Februar 1927 in Buenos Aires; † 25. Februar 1996 ebendort) war ein argentinischer Philosoph und Philosophiehistoriker auf dem Gebiet der antiken Philosophie.
Nach dem Studium der Philosophie wurde Eggers Lan 1950 Lehrer für die Sekundarstufe (Profesor de enseñanza secundaria, normal y especial en Filosofía). 1956/1957 war er mit einem Stipendium des Deutschen Akademischen Austauschdiensts Gasthörer an der Universität Heidelberg, 1957/1958 Lehrbeauftragter an der Universidad Nacional de Tucumán. Von 1960 an war er an der Universidad de Buenos Aires angestellt als Profesor Adjunto (1960–1962), Profesor Asociado Regular en Historia de Filosofía Antigua (1962–1964; con dedicación exclusiva 1964–1971) und schließlich als Profesor Titular Regular en Historia de la filosofía Antigua (1971–1976, wieder eingestellt April 1985). 1976 erwarb er dort das Doktorat. Unterbrochen wurde die Tätigkeit in Buenos Aires durch einen mehrjährigen Aufenthalt als Investigador Asociado am Instituto de Investigaciones Filológicas der Universidad Nacional Autónoma de México (1981–1985). Gastvorträge führten ihn an die Universitäten von Utrecht und Nimwegen (1957), Buenos Aires (1959, 1960), Tucumán (1961), die University of California, Berkeley (1971), die Autonome Universität Barcelona (1977 und 1991), die Universidad a Distancia, Madrid (1977, 1981, 1988), die Universidad Nacional Autónoma de México (1986), die Universität Granada (1988) und Universität Perugia (1988), an die Academia del Sur, Buenos Aires (1992) und die Fundación Ortega y Gasset, Buenos Aires (1993). 1988 hatte er eine Gastprofessur an der Autonomen Universität Barcelona inne. 1988 begründete er mit verschiedenen internationalen Kollegen die Zeitschrift Méthexis. Revista international de filosofia antigua, 1989 die International Plato Society.
Eggers Lan arbeitete zu den Vorsokratikern und zu Platon, dem er unter anderem verschiedene Ausgaben (Phaidon, Apologie, Kriton, Politeia) widmete, und dem Platonismus.

## Schriften (Auswahl)
- Die hodos polyphemos der parmenideischen Wahrheit. In: Hermes 88, 1960, S. 376–379.
- Cristianismo, marxismo y revolución social. Jorge Álvarez, 1964.
- El concepto de alma en Homero. Facultad de Filosofía y Letras, Buenos Aires 1967; Nachdruck 1987.
- El Fedón de Platón. Universidad Nacional de Córdoba, Córdoba 1968; durchgesehene Auflage EUDEBA, Buenos Aires 1971; 5. Auflage 1993.
- Cristianismo y nueva ideología. Jorge Álvarez, 1968.
- Platón, Apología de Sócrates. EUDEBA, Buenos Aires 1971;4. Auflage 1993.
- Izquierda, peronismo y socialismo nacional. Búsqueda, 1972.
- Peronismo y liberación nacional. Búsqueda, 1973.
- Platón, Critón. EUDEBA, Buenos Aires 1973, 3. Auflage 1984.
- El sol, la línea y la caverna. EUDEBA, Buenos Aires 1975.
- Los filósofos presocráticos Tomo I (en colaboración con V. Juliá). Gredos, Madrid 1978 und Nachdrucke.
- Los filósofos presocráticos Tomo II (en colaboración con N. L. Cordero, F. J. Olivieri y E. La Croce). Gredos, Madrid 1979 und Nachdrucke.
- Los filósofos presocráticos Tomo III (en colaboración con A. Poratti, N. L. Cordero y M. I. Santa Cruz). Gredos, Madrid 1980 und Nachdrucke.
- Platón, República. Gredos, Madrid 1986.
- Platón, Los diálogos tardíos. México, Universidad Nacional Autónoma de México, 1987; Nachdruck Academia-Verlag, Sankt Augustin 1994.
- El nacimiento de la matemática en Grecia. EUDEBA, Buenos Aires 1995.